# مقر الحكومة
مقر الحكومة هو المبنى أو مجمع مباني أو المدينة التي تمارس الحكومة سلطتها منها.
في معظم البلدان، تعتبر عاصمة الدولة أيضًا مقرًا لحكومتها، وبالتالي يُشار إلى هذه المدينة بشكل مناسب كمقر وطني للحكومة. ومع ذلك، فإن المصطلحين ليسا مترادفين تمامًا، حيث يختلف مقر الحكومة في بعض البلدان عن العاصمة. على سبيل المثال، هولندا، عاصمتها أمستردام ولكن لاهاي هي مقر الحكومة؛ والفلبين، وعاصمتها مانيلا ولكن المنطقة الحضرية التي تحمل الاسم نفسه (ميترو مانيلا؛ والمعروفة أيضًا باسم منطقة العاصمة الوطنية (NCR))، هي مقر الحكومة.

## مقرات الحكومة المحلية
وعادة ما يكون للسلطات المحلية والإقليمية مقر يسمى المركز الإداري أيضًا. تشمل مصطلحات مقاعد الحكومة المحلية على مختلف المستويات وفي مختلف البلدان ما يلي:
- مقر المقاطعة ( الولايات المتحدة وكندا )
- بلدة مقاطعة ( المملكة المتحدة وأيرلندا )
- مبنى البلدية / مبنى المدينة
- باريو بويبلو ( بورتوريكو )